# Pakistanische Frauen-Cricket-Nationalmannschaft in Neuseeland in der Saison 2023/24
Die Tour der pakistanischen Frauen-Cricket-Nationalmannschaft nach Neuseeland in der Saison 2023/24 fand vom 3. bis zum 18. Dezember 2023 statt. Die internationale Cricket-Tour war Bestandteil der Internationalen Cricket-Saison 2023/24 und umfasste drei WODIs und drei WTwenty20s. Die WODIs waren Teil der ICC Women’s Championship 2022–2025. Pakistan gewann die WTwenty20-Serie 2−1, während Neuseeland die WDOI-Serie 2−1 gewann.

## Vorgeschichte
Pakistan spielte zuvor eine Tour gegen Bangladesch, Neuseeland gegen Südafrika. Das letzte Aufeinandertreffen der beiden Mannschaften bei einer Tour fand in der Saison 2017/18 in den Vereinigten Arabischen Emiraten statt.

## Stadien
Die folgenden Stadien wurden für die Tour als Austragungsort vorgesehen.
| Stadion          | Stadt        | Kapazität | Spiele           |
| ---------------- | ------------ | --------- | ---------------- |
| Hagley Oval      | Christchurch | 09.000    | 2. & 3. WODI     |
| University Oval  | Dunedin      | 06.000    | 1. & 2. WT20     |
| John Davies Oval | Queenstown   | 19.000    | 3. WT20; 1. WODI |

## Kaderlisten
| WODI | WODI | WTwenty20 | WTwenty20 |
| Neuseeland | Pakistan | Neuseeland | Pakistan |
| --- | --- | --- | --- |
| - Sophie Devine (K) - Kate Anderson - Suzie Bates - Bernadine Bezuidenhout (wk) - Izzy Gaze (wk) - Maddy Green (wk) - Fran Jonas - Amelia Kerr - Jess Kerr - Molly Penfold - Georgia Plimmer - Hannah Rowe - Lea Tahuhu | - Nida Dar (K) - Aliya Riaz - Bismah Maroof - Diana Baig - Fatima Sana - Ghulam Fatima - Muneeba Ali (wk) - Najiha Alvi (wk) - Nashra Sandhu - Natalia Pervaiz - Omaima Sohail - Sadaf Shamas - Sadia Iqbal - Shawaal Zulfiqar - Sidra Ameen - Umm-e-Hani - Waheeda Akhtar | - Sophie Devine (K) - Kate Anderson - Suzie Bates - Bernadine Bezuidenhout (wk) - Eden Carson - Izzy Gaze (wk) - Maddy Green (wk) - Fran Jonas - Amelia Kerr - Jess Kerr - Molly Penfold - Georgia Plimmer - Hannah Rowe - Lea Tahuhu | - Nida Dar (K) - Aliya Riaz - Bismah Maroof - Diana Baig - Fatima Sana - Ghulam Fatima - Omaima Sohail - Muneeba Ali (wk) - Najiha Alvi (wk) - Nashra Sandhu - Natalia Pervaiz - Sadaf Shamas - Sadia Iqbal - Shawaal Zulfiqar - Sidra Ameen - Umm-e-Hani - Waheeda Akhtar |

## Tour Matches
| 28. November Scorecard | Lincoln | Pakistanis 238-13 (50)         | – | New Zealand Women XI 181-13 (50) |
|                        |         | Pakistanis gewinnt mit 57 Runs |   |                                  |

| 30. November Scorecard | Lincoln | New Zealand Women XI 168-7 (20)          | – | Pakistanis 140-8 (20) |
|                        |         | New Zealand Women XI gewinnt mit 28 Runs |   |                       |

## Women’s Twenty20 Internationals

### Erstes WTwenty20 in Dunedin
| 3. Dezember Scorecard | Dunedin | Neuseeland 127-6 (20)          | – | Pakistan 132-3 (18.2) |
|                       |         | Pakistan gewinnt mit 7 Wickets |   |                       |

Neuseeland gewann den Münzwurf und entschied sich als Schlagmannschaft zu beginnen. Als Spielerin des Spiels wurde Fatima Sana ausgezeichnet.

### Zweites WTwenty20 in Dunedin
| 5. Dezember Scorecard | Dunedin | Pakistan 137-6 (20)          | – | Neuseeland 127-7 (20) |
|                       |         | Pakistan gewinnt mit 10 Runs |   |                       |

Neuseeland gewann den Münzwurf und entschied sich als Feldmannschaft zu beginnen. Als Spielerin des Spiels wurde Aliya Riaz ausgezeichnet.

### Drittes WTwenty20 in Queenstown
| 9. Dezember Scorecard | Queenstown | Pakistan 137-5 (20)                        | – | Neuseeland 101-2 (15/15) |
|                       |            | Neuseeland gewinnt mit 6 Runs (D/L method) |   |                          |

Neuseeland gewann den Münzwurf und entschied sich als Feldmannschaft zu beginnen. Als Spielerin des Spiels wurde Suzie Bates ausgezeichnet.

## Women’s One-Day Internationals

### Erstes WODI in Queenstown
| 12. Dezember Scorecard | Queenstown | Neuseeland 365-4 (50)           | – | Pakistan 234 (49.5) |
|                        |            | Neuseeland gewinnt mit 131 Runs |   |                     |

Pakistan gewann den Münzwurf und entschied sich als Feldmannschaft zu beginnen. Als Spielerin des Spiels wurde Suzie Bates ausgezeichnet.

### Zweites WODI in Christchurch
| 15. Dezember Scorecard | Christchurch | Pakistan 220 (50)               | – | Neuseeland 221-9 (48.5) |
|                        |              | Neuseeland gewinnt mit 1 Wicket |   |                         |

Neuseeland gewann den Münzwurf und entschied sich als Feldmannschaft zu beginnen. Als Spielerin des Spiels wurde Maddy Green ausgezeichnet.

### Drittes WODI in Christchurch
| 18. Dezember Scorecard | Christchurch | Neuseeland 251-8 (50) / 8-2 (1)                 | – | Pakistan 251-9 (50) / 11-0 (1) |
|                        |              | Unentschieden (Pakistan gewinnt mit Super Over) |   |                                |

Neuseeland gewann den Münzwurf und entschied sich als Schlagmannschaft zu beginnen. Als Spielerin des Spiels wurde Bismah Maroof ausgezeichnet.

## Auszeichnungen

### Player of the Series
Als Player of the Series wurden der folgende Spieler ausgezeichnet.
| Serie | Player of the Series |
| ----- | -------------------- |
| WODI  | Amelia Kerr          |
| WT20  | Fatima Sana          |

### Player of the Match
Als Player of the Match wurden die folgenden Spielerinnen ausgezeichnet.
| Spiel   | Player of the Match |
| ------- | ------------------- |
| 1. WODI | Suzie Bates         |
| 2. WODI | Maddy Green         |
| 3. WODI | Bismah Maroof       |
| 1. WT20 | Fatima Sana         |
| 2. WT20 | Aliya Riaz          |
| 3. WT20 | Suzie Bates         |